# Nomós Attikís
Nomós Attikís var en prefektur i Grekland.  Den låg i regionen Grekiska fastlandet, i den sydöstra delen av landet. Efter att perfekturen Nomós Piraiós 1972 uppgick i Nomós Attikís fanns det fyra underperfekturer (nomarchies) Aten, Östra Attika, Pireus och Västra Attika. Perfekturen blev 1987 regionen Attika och underperfekturerna blev perfekturer. 